# 奥勃利

奥勃利

奥勃利（法語：Obélix）是法国以至整个西欧家喻户晓的漫画人物，《高卢英雄传》的主人公之一。他与好朋友阿斯特利还有全村人一起机智勇敢地反抗古罗马军团对高卢的侵略和占领。